# Протестантская этика и дух капитализма
«Протестантская этика и дух капитализма» (нем. Die protestantische Ethik und der «Geist» des Kapitalismus, 1905) — произведение немецкого социолога и экономиста Макса Вебера. Основная идея работы заключается в анализе воздействия религии на капиталистическое устройство общества.
Первоначально это была не книга, а очень длинная журнальная статья (1904 года). Работа переведена на английский язык Талкоттом Парсонсом в 1930 году.

## Содержание
В начале книги Вебер замечает, что статистически в Германии держателями капитала являются преимущественно протестанты. Далее, обращаясь к XVI веку, он замечает, что Реформацию приняли исключительно богатые и экономически развитые регионы Империи. Хотя впоследствии капитализм распространился и на католические страны, тогда как чистый кальвинизм скорее бы препятствовал экономическому развитию. Однако Вебер обращает внимание на союз протестантизма и буржуазии. Причина этого, по мнению ученого, заключена в особом мировоззрении, которое способствует большему «экономическому рационализму» протестантов, тогда как католики были скорее «отчуждены от мира» и равнодушны к земным благам. Вместе с тем, английские, голландские и американские пуритане были не менее аскетичны, чем католики, а таких реформаторов, как Лютер, Кальвин, Нокс или Фоэт, сложно назвать сторонниками прогресса. Однако в протестантах аскетизм причудливым образом сочетался с богатством, что находит свое выражение в лютеровском понятии «призвания» (Beruf).
Говоря о капитализме, Вебер определяет его через принцип «время — деньги» (Zeit ist Geld), который восходит к Бенджамину Франклину. В этом смысле капитализм существовал всегда, даже в Китае, Индии и Вавилоне, однако только в протестантизме добывание денег отрывается от растраты. Вебер особенно обращает внимание на тот факт, что в Новой Англии XVII века дух капитализма появился раньше, чем сложились капиталистические отношения. Тем не менее, в XIX веке связь между религиозностью и предприимчивостью была утрачена.

## Влияние
Тезис Вебера о протестантской трудовой этике как условии возникновения капитализма породил одну из самых известных дискуссий в социальных науках. Немецкий философ Норберт Больц (1989) в обзорной работе, посвященной судьбе наследия Вебера в Веймарской республике, отмечает влияние его концепции на таких разных мыслителей, как Дьердь Лукач, Вальтер Беньямин, Эрнст Блох, Карл Шмитт, Теодор Адорно и Мартин Хайдеггер. В 1950-е и 1960-е годы полемика продолжалась, в ней участвовали Карл Лёвит, Ханс Блюменберг, Карл Шмитт и др. Позднее тезис Вебера переосмысляли, например, Люк Болтански и Эв Кьяпелло в известной книге «Новый дух капитализма» (1999).
Как характеризовал данную работу Стивен Сандерсон: "Одна из величайших социологических классических работ всех времен, известная за пределами социологии и даже за пределами социальных наук".

## Критика
Польский экономист и историк Хенрик Гроссман подверг критическому анализу работу Вебера с двух сторон. Во-первых, ссылаясь на работу Маркса, он показывает, что строгие правовые меры, принятые против нищеты и бродяжничества, были реакцией на массовые перемещения населения, вызванные  огораживанием общинных земель в Англии. Во-вторых, в книге Гроссмана показывается, как эти «кровавые законы» исполнялись по всей Европе, в частности, во Франции. По Гроссману, они объявляли вне закона праздность, а работные дома, установленные ими, физически переводили народ из категории крепостных в вольнонаёмники. Этот существенный факт не относился к протестантизму, следовательно, капитализм появился и распространился преимущественно благодаря иной силе. Исходя из этого, Гроссман решает главную трудность, с которой столкнулся Вебер: каким образом большое количество людей так быстро оказалось вовлечено в капиталистическую мануфактуру.
Согласно некоторым исследованиям, протестантизм действительно оказал положительное влияние на экономическое развитие соответствующих модернизирующихся социальных систем, но не столько через «протестантскую этику» (как это было предложено Максом Вебером), сколько через распространение грамотности.
В конце XX — начале XXI века получил известность подход Вальтера Беньямина, который в работе «Капитализм как религия» (1921) в полемике с Вебером утверждал, что капитализм не возник из протестантизма, а являлся по сути религией.

## Переводы
На русском языке книга публиковалась в 1976 году Институтом научной информации по общественным наукам АН СССР; в 1990 году полный текст книги вошёл в сборник М. Вебера «Избранные произведения» (М.: Прогресс); в 2006 году книга вышла в московском издательстве «Российская политическая энциклопедия».

## Критика
- Мария Оссовская Рыцарь и буржуа